# أبو قلتة
قرية أبو قلتة هي إحدى القرى التابعة لمركز ملوى بمحافظة المنيا في جمهورية مصر العربية. حسب إحصاءات سنة 2006، بلغ إجمالي السكان في أبو قلتة 7349 نسمة، منهم 4013 رجلا و3336 امرأة.